# Bit.Trip Flux
Bit.Trip Flux, comercializado como BIT.TRIP FLUX, es un videojuego de arcade rítmico desarrollado por Gaijin Games, ahora Choice Provisions, y distribuido para WiiWare por Aksys Games y para la Nintendo Switch por QubicGames como el sexto y último juego de la serie principal Bit.Trip. Fue lanzado para el servicio de descarga digital de Wii, WiiWare, el 25 de febrero de 2011, y posteriormente porteado para Microsoft Windows y OS X. Luego, fue lanzado en la plataforma Steam el 5 de junio de 2014, y porteado para PlayStation 4 y Nintendo 3DS como parte de una colección más tarde. Una versión independiente fue lanzada para Nintendo Switch el 25 de diciembre de 2020.

## Jugabilidad
Bit.Trip Flux se juega de forma similar al primer juego de la serie Bit.Trip, Bit.Trip Beat. El jugador deberá sostener el Wii Remote en posición horizontal, y rotarlo hacia o fuera de la pantalla, o mover el mouse hacia adelante o hacia atrás en las versiones de Windows y OS X, para mover una paleta en pantalla hacia arriba o hacia abajo para rebotar los bloques cuadrados.
Distintos tipos de bloques se moverán desde la izquierda de la pantalla hacia la derecha. El jugador tiene que reflejar todos los bloques (excepto los bonus, y las manchas deberán ser evitadas). A medida que el jugador las refleje exitosamente, se comenzará a llenar una barra en la parte superior de la pantalla. Cuando esto suceda, los gráficos cambiarán, el jugador subirá de modo y pasará a ganar más puntos por cada bloque reflejado. Por cada bloque que el jugador no refleje, se llenará una barra en la parte inferior de la pantalla. Si esto sucede, los gráficos cambiarán, el jugador bajará de modo y pasará a ganar menos puntos por cada bloque reflejado. En caso de llegar al modo más bajo, el modo Nether, deberá subir de modo o será enviado al comienzo del último punto de control.
Existen 3 niveles principales: Epiphany, Perception, y Catharsis. Al comienzo, solo se podrá elegir el nivel Epiphany, y deberá ser completado para desbloquear Perception. Tras completar Perception, se desbloqueará Catharsis. Cada nivel principal se encuentra dividido en pequeños niveles que crearán puntos de control tras ser completados. No obstante, estos puntos de control solo pueden ser alcanzados en una misma sesión. Si el jugador abandona la partida, deberá empezar desde el comienzo de uno de los 3 niveles principales.

### Presentación
La pantalla está dividida en 3 partes. La parte superior de la pantalla muestra el nombre del modo en el que se encuentre el jugador, que subirá si la barra debajo del nombre se llena por completo. Esta barra superior se llenará a medida que el jugador gane puntos tras reflejar bloques correctamente. En la esquina superior derecha se muestra el puntaje. La parte del medio de la pantalla es el área de juego principal, donde aparece la paleta del jugador a la derecha de la pantalla, mientras que los bloques se mueven de izquierda a derecha antes de ser reflejados. A medida que el jugador vaya reflejando un mayor número de bloques sucesivamente, aparecerá un contador del combo. Finalmente, la parte inferior de la pantalla muestra el nombre del modo al que el jugador bajará, si la barra debajo se llena por completo. Esta barra inferior se llena si el jugador falla los bloques o golpea las manchas. En la esquina inferior derecha se encuentra un multiplicador que muestra cuántos puntos adicionales otorgará cada bloque reflejado al puntaje del jugador.

### Principales diferencias con Bit.Trip Beat
Mientras que en Bit.Trip Beat se encarga al jugador controlar una paleta en el borde izquierdo de la pantalla con bloques proviniendo desde la derecha, Bit.Trip Flux, en su lugar, intercambia de lugar la paleta, con los bloques proviniendo desde la izquierda.
Los colores utilizados para cada bloque en Bit.Trip Beat le dan al usuario una pista visual de qué tipo de bloque es, que pueden ser amarillos (bloque normal que se mueve en línea recta), naranjas (rebotan hacia el jugador y deben ser reflejados varias veces), verdes (alternan entre visibles y transparentes), y muchos más. Sin embargo, en Bit.Trip Flux todos los bloques son color blanco, sin importar de qué tipo sean. Bit.Trip Flux añade nuevos tipos de manchas que son más circulares (siguiendo el estilo pixelado) que llenarán la barra de Nether (provocando que el jugador baje de modo).
El progreso de niveles también es distinto que en Bit.Trip Beat, ya que el jugador puede alcanzar puntos de control a lo largo de cada nivel. Mientras que en Bit.Trip Beat, tras perder, el jugador deberá empezar desde el comienzo del nivel (Transition, Descent o Growth). Bit.Trip Flux lleva al jugador al comienzo del último punto de control que haya alcanzado, mostrando en pantalla la palabra Reset. Esta función también significa que las puntuaciones más altas no serán guardadas a menos que el jugador complete el nivel exitosamente.
Bit.Trip Beat puede ser jugado por hasta 4 jugadores en simultáneo (con paletas de tamaño reducido), mientras que Bit.Trip Flux solo puede ser jugado por hasta 2 jugadores a la vez. Las versiones de Windows, OS X y Nintendo Switch solo se pueden jugar de a un jugador.

## Desarrollo
El juego fue posteriormente empaquetado con otros cinco juegos de Bit.Trip en Bit.Trip Complete para la Wii en 2011. Un port de Nintendo Switch fue lanzado el 25 de diciembre de 2020.

## Recepción
Bit.Trip Flux recibió reseñas «generalmente favorables» de acuerdo con el sitio agregador de reseñas Metacritic.